# Magyarkeszi
Magyarkeszi è un comune dell'Ungheria centro-meridionale di 1 371 abitanti (dati 2001). È situato nella contea di Tolna.